# 延長路駅
延長路駅（えんちょうろ-えき）は、中華人民共和国上海市静安区共和新路に位置する上海軌道交通1号線の駅である。

## 駅構造

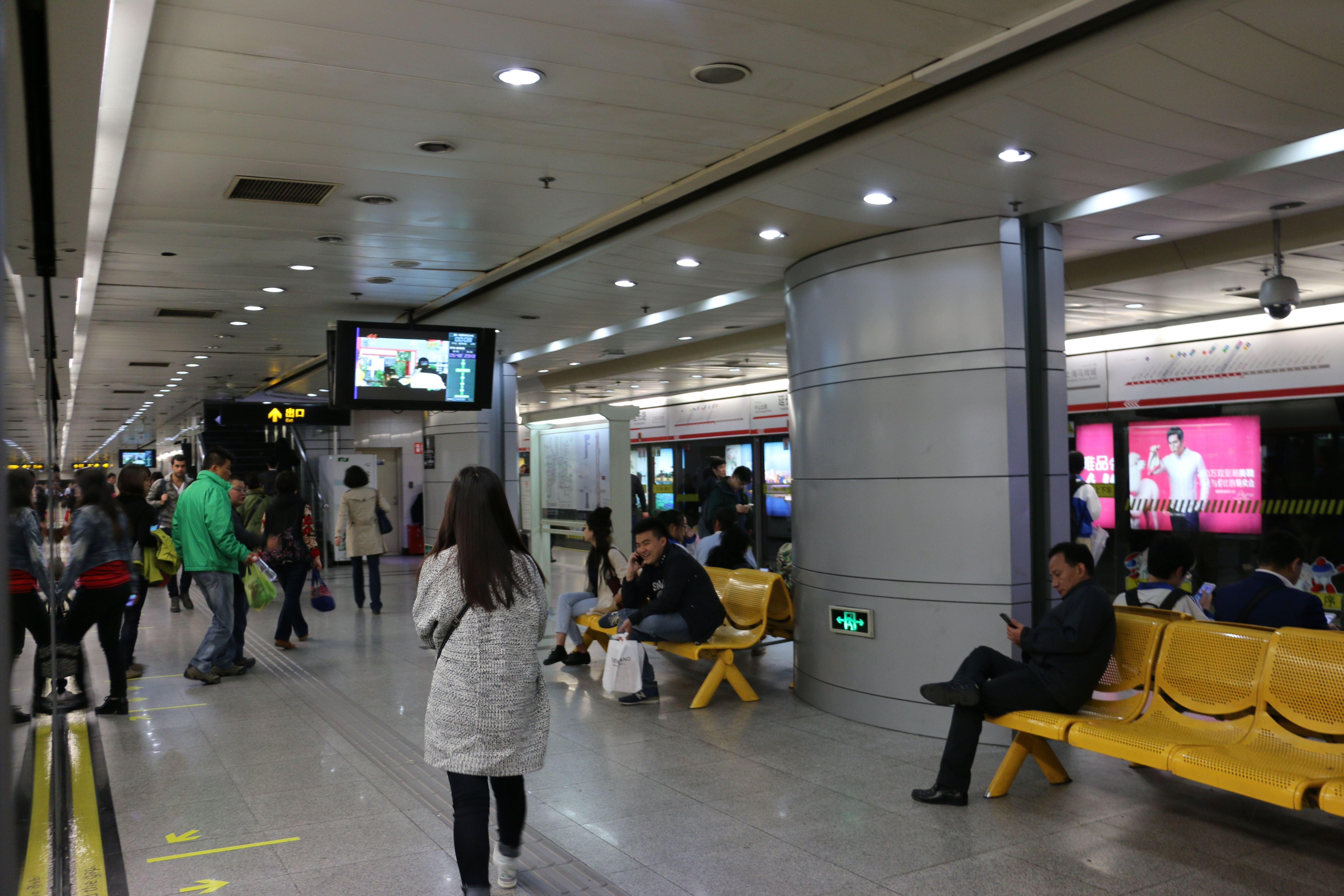
ホーム

島式ホーム1面2線を有する地下駅。ホームドアは設置されているが、後から設置されたものである。

## 駅周辺
- 上海大学延長校区
- 上海市第十人民病院（旧・鉄道病院）

## 歴史
- 2004年12月28日 - 1号線が開業。

## 隣の駅
上海軌道交通
■1号線
中山北路駅 - 延長路駅 - 上海馬戯城駅